# Dispositio
Dispositio är ett retoriskt begrepp som används om talarens sätt att ordna stoffet i sitt tal. Det är den andra delen av de fem delarna i partesmodellen. De övriga delarna är inventio, elocutio, memoria och actio. 

## Den klassiska retorikens dispositionsordning
I den klassiska retoriken etablerades en grundläggande dispositionsordning. Enligt den idén kan ett tal bestå av åtta huvuddelar:
1. Exordium. Talets inledning. Exordium handlar om att locka läsare eller lyssnare till att läsa vidare eller lyssna till slutet. Man måste väcka intresse, vinna välvilja och skapa förtroende för sig själv som person. Quintilianus talar om att åhörarna ska göras intresserade, välvilliga och läraktiga. I vilken mån talaren måste väcka intresse, välvilja och förtroende beror på situation och publik.
2. Narratio - bakgrundsteckning eller sakframställning. Syftet med narratio är att publiken ska känna till vad som hänt tidigare och målet är att skapa mottagare som har sådana kunskaper och är i sådant känslotillstånd så de kan påverkas. De ska förstå det talaren säger, tro på de slutsatser som sägs och känna det talaren vill att de ska känna. Enligt Quintilianus ska bakgrundteckningen uppfylla tre krav. Den ska vara kort, klar och trovärdig.
3. Partitio eller divisio. När publiken lyssnar och känner välvilja och förtroende kan det vara bra att ge dem en orientering om vad som ska sägas. Det är bra att göra vid längre föreläsningar, men inte lika nödvändigt om det är ett kortare tal. Det kan vara bra att berätta vad man ska tala om, hur länge och om det kommer att bli några pauser.
4. Propositio. Nu är det dags för talaren att avslöja vad hon eller han vill, det vill säga tesen. Tesen kan exempelvis vara ”Jag föreslår att vi köper in bullar till fikarummet” eller ”Den anklagade bör frikännas”.
5. Probatio, confirmatio eller argumentatio. När tesen har presenterats måste talaren ge bevis eller argument för sin tes. Det räcker oftast med att ha tre huvudargument. Det starkaste placeras ofta sist, det näst starkaste först och det svagaste i mitten. Anledningen till att begränsa sig till tre argument är att åhöraren eller läsaren ska kunna hålla ordning på dem. Om man vill ha fler argument är det bra att dela upp argumenten i tre huvudkategorier.
6. Refutatio eller confutatio. När talaren har presenterat sin tes och sina argument bör hon eller han skydda sig mot det motståndaren har sagt eller kan tänkas ta upp. När talaren funderar över argument bör denne fundera över möjliga motargument och söka strategier för att bemöta dem. Om talaren bemöter ett argument som motståndaren kan tänkas ta upp har hon eller han ett övertag.
7. Recapitulatio. Sedan kan det vara dags att sammanfatta det som sagts. Detta för att åhörarna ska minnas det som sagts och för att motargumentet inte ska vara det de minns först.
8. Peroratio. Efter sammanfattningen är det dags för en avslutning. Här kan det vara bra att engagera åhörarnas känslor. Man kan till exempel bli personlig och berätta om en upplevelse som förstärker tesen. Talaren måste på något sätt få åhörarna att förstå när hon eller han är färdig. Detta kan vara antingen genom att orden är så känslomässiga att det inte finns något tvivel, eller att berätta att talet är slut.